# Waldemar Thomson
Waldemar Karl Thomson (* 28. August 1897 in Haggers; † Februar 1945 in Posen) war ein deutschbaltischer Theologe.

## Leben

### Herkunft und Familie
Waldemar war ein Sohn des Pastors und Propstes Constantin Thomson und der Meta, geb. Wieckmann. Er vermählte sich 1922 in Hapsal mit Stella von Krusenstjern (* 1899), einer Tochter des Arztes und Kommunalpolitikers Gottfried von Krusenstjern (1868–1917).

### Werdegang
Thomson erhielt zuerst häuslichen Unterricht besuchte dann von 1907 bis 1915 die Domschule in Reval. Er studierte Theologie, in den Jahren 1915 bis 1918 an der Kaiserlichen Universität Dorpat und 1920 bis 1922 an der estnischen Universität Tartu.
Während des gesamten Estnischen Freiheitskrieges diente er im Baltenregiment. Von 1922 bis 1923 absolvierte er sein Probejahr bei Pastor R. Luther und wurde 1924 Pastor-Adjunkt. Zeitgleich war er Lehrer am Rathlefschen Privatmädchengymnasium in Dorpat. Von 1925 bis 1934 war er Pastor-Adjunkt und von 1934 bis 1939 Oberpastor an der St. Nikolai-Kirche in Pernau, gleichzeitig Religionslehrer an der deutschen Schule ebendort. In den Jahren 1938 bis 1939 war er der letzte Propst für das deutschbaltische Kirchenwesen in Estland vor der Umsiedlung der Deutsch-Balten im Jahr 1939. Seit 1939 war er Pfarrer an der St. Lucas-Kirche in Posen. Anfang 1945 wurde er zum Volkssturm eingezogen und kam in den Kämpfen in Posen ums Leben.